# مارتن هارفي
مارتن هارفي (بالإنجليزية: Martin Harvey)‏ هو مدرب كرة قدم ولاعب كرة قدم بريطاني، ولد في 19 سبتمبر 1941 في بلفاست في المملكة المتحدة. شارك مع منتخب أيرلندا الشمالية لكرة القدم. أما مع النوادي، فقد لعب مع نادي سندرلاند.

## مسيرته الكروية
لعب مارتن هارفي خلال مسيرته الاحترافية مع نادِ واحدٍ في ثلاثة عشر موسمًا وسجل خلالها 5 أهداف ضمن 314 مباراة. ولم يفز بأي موسم بالكأس أو بالدوري.
خاض مارتن هارفي مسيرته مع نادي سندرلاند في موسم 1959–60 ليلعب معه ثلاثة عشر موسمًا، مشاركًا في 314 مباراة سجل خلالها 5 أهداف.

## وصلات خارجية
- مارتن هارفي على موقع قاعدة بيانات كرة القدم.إي يو (الإنجليزية)
- مارتن هارفي على موقع ناشيونال فوتبول تيمز (الإنجليزية)
- مارتن هارفي على موقع عالم كرة القدم.نت (الإنجليزية)